# Soline (Sali)
Soline su malo naselje na Dugom otoku. Nalazi se u velikoj uvali Solišćica. Ime je dobilo po starim solanama koje se nalaze u istoimenoj uvali. Dijeli se na dva dijela, i to na Buru i Japar.
Površinom od 113,3 i ukupnom duljinom od 44,5 km Dugi otok čini vanjski niz otoka zadarskog arhipelaga zajedno s otocima Molatom, Istom, Škardom i Premudom. Na otoku se nalazi jedanaest naselja, od čega su Sali, Zaglav, Žman, Luka, Savar, Brbinj, Dragove i Božava smješteni na SI strani, dok se Soline, Verunić i Veli Rat nalaze na SZ obali, u duboko uvučenim zaljevima Solišćica i Velarska vala.
Na regionalnoj su prometnici koja prolazi uzduž otoka, od Sali do Božave i Velog Rata.
Prvi puta se spominje u ispravama davne 1114. godine i ujedno je time i jedno od najstarijih naselja na Dugom otoku. Soline su položene na istočnoj strani široke uvale pa ih ljeti osvježava ugodni maestral. Pokraj Solina nalazi se uvala Saharun, inače vrlo privlačna turistima. Sama plaža nalazi se dvadesetak minuta od samog mjesta. Kristalno prozirno more] privlači mnogobrojne turiste diljem svijeta upravo na plažu Saharun. Najbliže mjesto Solinama je Božava.
Prvobitna naselja bila su smještena uz plodna polja jer je poljodjelstvo bila osnovna gospodarska djelatnost. Naseljenost je bila kontinuirana i u sljedećim razdobljima, no zbog razvoja pomorstva i ribarstva naselja se smještaju na uzvisinama bliže morskoj obali, dok se uz samu obalu grade malena skladišta koji služe za spremanje i čuvanje ribarske opreme.
Prostorni razvitak Solina, Velog Rata i Verunića od početka naseljavanja ovog dijela otoka bio je vezan uz blizinu mora, no ipak značajnije širenje naselja uz uvale Solišćicu i Čušku, posebice izgradnjom kuća za odmor, zabilježeno je tek u drugoj polovici 20. stoljeća. 

## Kulturni spomenici

### Crkva sv. Jakova
Crkva sv. Jakova (apostola) prvi put se spominje u 15. stoljeću, a 1547. godine bila je renovirana i prekrivena kamenim pločama. Ista godina bila je uklesana na nadvratniku portala glagoljskim pismenima – inscriptione glagolitica, ali je taj natpis uništen udarom groma 1879. godine.
U župnoj crkvi se čuva vrijedan gotički kalež na čijem je podnožju ugraviran latinski natpis koji svjedoči da je bio izgrađen za crkvu sv. Grgura u Vrani pro anima Drage filiae Matei Bonmig – za dušu Drage, kćeri Mate. U Soline je dospio mnogo kasnije.  Crkvu sv. Jakova u V. Ratu (Soline) dala je podići zadarska plemkinja Dobra, udovica Jakova Fanfonje. Sačuvan je dokument od 24. kolovoza 1397. u kojem izvršioci oporuke isplaćuju zadarskom graditelju Andriji Desinom 300. dukata za gradnju crkve sv. Jakova u V. Ratu (Soline). Izbor zaštitnika (titulara) je svakako u vezi s imenom Dobrina pok. muža Jakova Fanfonje.  Crkva sv. Jakova naziva se 1424. god. Ecclesia S. Jacobi posita in Puncta Insulae Magnae… na Rtu Dugog otoka, tj. u Velom Ratu. U to vrijeme crkva sv. Jakova je bila jedina na području zapadnog rta Dugog otoka, tj. Solina i Velog Rata. Soline su bile tek zaselak Veloga Rata, a oba mjesta podređena Božavi. Mjesno groblje se nalazi nedaleko župne crkve. Župnikov dom je izgrađen 1850. i 1896. god. proširen.

### Glagoljska madrikula sv. Jakova
Glagoljska madrikula sv. Jakova je ujedno i način na koji su svećenici mjesta Soline vodili evidenciju bratovštine sv. Jakova te pravila bratovštine (kapituli) provođena u praksi. Cijela je madrikula pisana hrvatskim jezikom, kurzivnom glagoljicom, nešto malo latinicom. 
Ujedno su i u ovoj madrikuli pronađeni podaci za još dvije skule, sv. Sakramenta i sv. Križa, iz Solina čija evidencija nije sačuvana.

## Kronologija
- 11. stoljeće - Soline je zaselak Velog Rata, a ujedno je podređen župi Božava
- 1685. - Soline postaje ovisna kapelanija
- 1863. - Soline postaje neovisna kapelanija

## Solinska zvona
Na pročelju župne crkve sv. Jakova diže se starinski bijeli zvonik na preslicu. Na njemu su smještena dva zvona novije provenijencije. Nabavljena su 1923. god. za vrijeme upravitelja župe don Srećka Pavić. 
Na većem su zvonu natpisi:
Gospe od ružarija, Sv. fabijane i Sebastijane, molite se za nas! Nabavila župa solinska za župnikovanja don Srećka Pavić
Manje zvono nosi natpise
Soline - Sv. Jakov. Ljevaonica zvona Jakov Cukrov - Split - 1923. Od munje i groma oslobodi nas, Gospodine!

## Stanovništvo
Godine 1527. u Solinama, Božavi i Velom Ratu živjelo je ukupno 225 stanovnika. Prema Šematizmu Soline su godine 1818. imale 150 stanovnika. Godine 1843. – 189 stanovnika. Godine 1856. – 227 stanovnika. Godine 1873. – 256 stanovnika. Godine 1890. – 325 stanovnika. Godine 1900. – 366 stanovnika u 43 obitelji. Godine 1913. – 50 kuća i 395 stanovnika. Godine 1927. – 400 stanovnika i 51 odsutnih. Godine 1948. – 69 kuća i 386 stanovnika. Godine 1953. – 376 stanovnika. Godine 1981. – 145 stanovnika. 
Unatoč pojavi procesa emigracije sredinom 19. stoljeća, a koji se nastavio kroz čitavo 20. stoljeće, u prvom je razdoblju zabilježen stalan porast broja Dugootočana sve do 1921. godine. Sljedeći popis bilježi manji pad broja otočana koji je rezultat pojačane emigracije te stradavanja muškog stanovništva u Prvom svjetskom ratu, a time i smanjenog nataliteta. Do Drugoga svjetskog rata pretežno emigrira muško stanovništvo mlađe životne dobi, što se negativno odrazilo na biološku strukturu, no unatoč tome, sve do 1948. godine, bilježi se pozitivan demografski trend koji je rezultat pojačanog nataliteta, tj. velikog broja djece u otočnim obiteljima. Premda je danas gospodarski i demografski razvijeniji jugoistok otoka, zanimljivo je da su naselja sjeveroistočnog dijela otoka (Veli Rat, Verunić, Soline, Božava, Dragove, Brbinj, Savar) imala veći broj stanovnika i bilježila veći porast tijekom druge polovice 19. stoljeća. Razlog tomu bilo je iznimno dobro razvijeno poljodjelstvo i stočarstvo. Neposredno uz naselja Veli Rat, Božava i Dragove nalaze se polja u kršu u kojima su smještene lokve koje tijekom godine nisu presušivale. Kako se radi o iznimno plodnim, zaravnjenim i pristupačnim zonama, u spomenutim naseljima sve do kraja 19. stoljeća nije dosegnut agrarni maksimum, što je utjecalo na pozitivna demografska kretanja.
U vrijeme Domovinskog rata na otoku se značajno povećao broj stanovnika, no takvo je stanje potrajalo samo nekoliko ratnih godina, nakon čega ponovno jača proces demografske regresije. Godine 2001. zabilježen je blagi pad u odnosu na prethodnu popisnu godinu, ako se za 1991. godinu uzmu podatci koji ne uključuju stanovništvo u inozemstvu. Međutim, i stanje zabilježeno 2001. godine realno je znatno lošije od prikazanoga popisom stoga što se određeni broj otočana koji inače žive i rade na kopnu, izjasnio da žive na otoku zbog stjecanja različitih povlastica (dobivanja ribarskih dozvola, neplaćanja trajektnog prijevoza i sl.) te zbog straha od oporezivanja vikendica koje oni posjeduju.

### Prirodno kretanje
Podaci o broju rođenih i umrlih dostupni u Državnom zavodu za statistiku obuhvaćaju tek razdoblje nakon 1963. godine. Ranije statistike mogu se pronaći isključivo u crkvenim matičnim knjigama, iz kojih se ne može izdvojiti stvarno stanje stoga što su u njih upisane samo osobe koje su rođene i krštene te umrle i pokopane na otoku. S obzirom na činjenicu da je broj otočana do 1948. godine neprestano rastao unatoč pojačanoj emigraciji, može se zaključiti da je prirodni prirast bio pozitivan zahvaljujući visokom natalitetu. U razdoblju od 1963. do 1968. godine natalitet je još uvijek veći od mortaliteta, zbog čega je kontinuirano bilježen pozitivan prirodni prirast, no od 1969. godine broj rođenih značajno opada.
Od 1969. do 2002. godine prirodna promjena je negativna, a s obzirom na aktualan trend depopulacije može se očekivati da će ona trajati i dalje. Od 1970-ih godina pojačana je emigracija mladog stanovništva s otoka, što uvjetuje smanjenje nataliteta. Osim toga, poradi promijenjenih društveno-gospodarskih prilika preostali otočani odlučuju se na manji broj djece unutar obitelji što dodatno utječe na lošu demografsku sliku. Na grafičkom prikazu prirodnog prirasta za Dugi otok može se vidjeti nekoliko većih oscilacija u broju rođenih i umrlih od kojih je najuočljivija ona iz 1982. godine. 
Budući da su krivuljom prikazani ukupni podatci za svih 11 otočkih naselja, uvidom u apsolutne brojke može se zaključiti da se radi tek o neznatnoj promjeni u odnosu na prethodnu i sljedeću popisnu godinu. Naime, 1982. godine u svim je naseljima umrlo nekoliko stanovnika manje u odnosu na 1981. i 1983., no nije zabilježena nikakva izvanprosječna pojava, već se radi o slučajnosti koja tek zbirom podataka za cijeli otok dolazi do izražaja. Ono što vrijedi za cijeli otok, ali i za svako pojedino naselje, jest ukupno smanjenje nataliteta i povećanje mortaliteta, koji uz negativan migracijski saldo uvjetuju jačanje demografske regresije.

### Opće kretanje
U razdoblju od 1971. do 1981. sva naselja na otoku imala su tip općeg kretanja E4 (izumiranje), što i ne začuđuje s obzirom na to da je upravo u to vrijeme pojačana emigracija s otoka prema kopnu, na kojemu su se intenzivno razvijali sekundarni i tercijarni sektor, posebice industrija. Razvoj industrije na samome otoku očito nije imao dovoljno snažan utjecaj na odseljavanje.

### Dobno-spolna struktura
Na formiranje dobno-spolne strukture stanovnika Dugog otoka, osim dvaju svjetskih ratova, najveći je utjecaj imala emigracija. Analizom usporednog prikaza za 1971. i 2001. godinu može se uočiti da je osnovno obilježje dobne strukture starenje stanovnika, koje se očituje kroz povećanje udjela otočana starije životne dobi te kontinuirano smanjenje mlađih dobnih skupina obaju spolova. Na piramidi za 1971. godinu uočljiv je manjak stanovnika, posebice muškog spola, u dobi 50-54. Kako se radi o osobama koje su u vrijeme Drugoga svjetskog rata imale između 20 i 24 godine, može se zaključiti da je takvo stanje bilo rezultat njihova stradavanja te jednim dijelom i odseljavanja. Zbog nedostatka dijela stanovnika fertilne dobi, ali i općenito zbog nepovoljnih političko-gospodarskih uvjeta u isto je vrijeme smanjen i natalitet što se 1971. godine očituje u nedostatku broja otočana u dobi između 25 i 29 godina. 
Osim toga, značajno je da poradi industrijalizacije na susjednom kopnu 1970-ih godina jača odseljavanje mladog stanovništva obaju spolova s otoka, što se također očituje u pomanjkanju udjela otočana u gore navedenoj dobnoj skupini. Treća uočljivija disproporcija na istome grafikonu odnosi se na pomanjkanje muškog stanovništva u odnosu na žensko u dobi nakon 65 godina, a to je rezultat ranije spomenute emigracije mladog muškog stanovništva u prvoj polovici 20. stoljeća, s time da je znatniji nedostatak muškaraca u dobnoj skupini 65 – 69 rezultat stradanja za vrijeme Prvoga svjetskog rata.
Značajno je da je već 1971. godine znatno oslabljena baza dobno-spolne piramide, što i ne začuđuje s obzirom na naglo smanjenje stope nataliteta nakon 1969. godine. Osim emigracije, smanjenje nataliteta uvjetovale su i opće društvene promjene koje su inače značajka društva u tranziciji s tradicionalnoga primarnog sektora na sekundarni ili tercijarni. U prvom redu tu su promjene u načinu života, zbog čega se javlja potreba za povećanjem životnog prostora pojedinih članova kućanstva, a time i smanjenje kapaciteta postojećih obiteljskih kuća za život velikih obitelji. Također, znatno se povećava stupanj naobrazbe te raste broj obitelji čije se širenje odvija planski, što onda uvjetuje i opće smanjenje broja djece.
Negativan demografski trend nastavlja se i u sljedećim razdobljima, što se jasno ocrtava na prikazu dobno-spolne strukture za 2001. godinu. Odseljavanje koje se nastavilo i nakon 1970-ih, ovdje se očituje u smanjenju broja stanovnika u dobnim skupinama između 20 i 29 godina te daljnjem smanjenju stope nataliteta, što onda rezultira kontinuiranim sužavanjem baze piramide. Značajnije pomanjkanje otočana u dobnoj skupini 55-59 logično je jer je taj manjak zabilježen još 1971. godine u skupini 25-29. Neprestano povećanje udjela stanovnika stare životne dobi (> 64) kojih prema popisu 2001. godine na Dugom otoku ima 33,3%, i smanjenje udjela mladih stanovnika očit su znak demografske regresije koja bi u konačnici mogla rezultirati potpunim odumiranjem pojedinih otočnih naselja. Radi bolje analize situacije na otoku u nastavku je dan pregled stanja dobno- spolne strukture za naselja sjeverozapadnog dijela otoka te za ona jugoistočnog. Sukladno s ranije navedenim procesima industrijalizacije, deagrarizacije i deruralizacije, koji su različito zastupljeni na dvjema suprotnim stranama otoka, ali i zahvaljujući različitim stupnjevima prometne povezanosti, dobno-spolna struktura navedenih područja znatno se razlikuje. 
Premda je jasno da se sva naselja nalaze u nezavidnoj demografskoj situaciji, očito je da su naselja sjeverozapadnog dijela otoka u znatno nepovoljnijem položaju nego ona na jugoistočnom dijelu. Još 1971. godine piramide za oba dijela otoka bile su gotovo istovjetne, s time da su na obje zastupljena jednaka značajnija odstupanja koja se javljaju i na prikazu za čitav otok iste godine, a koja su objašnjena u prethodnom tekstu. 
No, 2001. godine udio starog stanovništva u ukupnom na sjeverozapadnom dijelu otoka u odnosu na 1971. godinu povećao se sa 16,0% na 49,8%, dok je u naseljima jugoistočnog dijela otoka zabilježena promjena sa 17,3% na 26,4%. Iz priloženih slika može se vidjeti da su sve četiri "piramide" oblika koji prikazuje staro ili kontraktivno stanovništvo, no s obzirom na visoke udjele stanovništva starijeg od 64 godine očito je da se radi o izrazito starom ili izrazito kontraktivnom stanovništvu, t.j. kategoriji koja je najbliže prirodnom odumiranju.
| broj stanovnika | 225   |       | 249   | 297   | 304   | 329   | 329   | 329   | 384   | 376   | 347   | 356   | 145   | 124   | 66    | 38    | 59    |
|                 | 1857. | 1869. | 1880. | 1890. | 1900. | 1910. | 1921. | 1931. | 1948. | 1953. | 1961. | 1971. | 1981. | 1991. | 2001. | 2011. | 2021. |

## Solinska imena i prezimena
| R.br. | Muško ime | Žensko ime | Prezime    |
| ----- | --------- | ---------- | ---------- |
| 1     | Vinko     | Marija     | Marin      |
| 2     | Anđelo    | Neda       | Gršković   |
| 3     | Ivan      | Tajana     | Kolić      |
| 4     | Mirko     | Verica     | Stipanov   |
| 5     | Željko    | Snježana   | Pešušić    |
| 6     | Ante      | Ana        | Bartulović |
| 7     | Branko    | Nataša     | Carić      |
| 8     | Ivica     | Đurđica    | Desabota   |
| 9     | Joso      | Daniela    | Desaboto   |
| 10    | Marijan   | Danijela   | Dužić      |
| 11    | Marijo    | Jelena     | Gobin      |
| 12    | Mate      | Martina    | Jukić      |
| 13    | Milivoj   | Meri       | Maletić    |
| 14    | Nikola    | Milica     | Marić      |
| 15    | Vjekoslav | Nevenka    | Giro       |
| 16    | Zoran     | Sandra     | Božajić    |
| 17    | Šime      | Veronika   | Buturić    |
| 18    | Nenad     | Vesna      | Krsmanović |
| 19    | Božidar   | Ana Marija | Buturić    |
| 20    | Danko     | Ana-Monika | Vidučić    |
| 21    | Drago     | Anka       | Vlašić     |
| 22    | Josip     | Ruža       | Vlašić     |
| 23    | Miljenko  | Tereza     | Škiljić    |

## Župnici župe sv. Jakova u 20. stoljeću
Popis župnika župe kroz 20. stoljeće te godine župnikovanja:
| Ime i prezime            | Od    | Do    |
| ------------------------ | ----- | ----- |
| Don Joso Mirković        | 1900. | 1916. |
| Don Ivan Silvestrić      | 1916. | 1925. |
| Don Vladislav Cvitanović | 1925. | 1934. |
| Don Srećko Pavić         | 1934. | 1936. |
| Don Josip Arnerić        | 1936. | 1938. |
| Don Ante Oštrić          | 1938. | 1950. |
| Don Šanto Bilan          | 1951. | 1954. |
| Don Srećko Petrov        | 1954. | 1961. |
| Don Ivo Pedišić          | 1961. | 1964. |
| Don Ivan Miočić          | 1964. | 1968. |
| Don Žarko Brzić          | 1968. | 1970. |
| Don Josip Marcelić       | 1970. | 1977. |
| Don Mladen Kačan         | 1977. | 1978. |
| Don Ante Erstić          | 1978. | 1981. |
| Don Anđelo Zorić         | 1981. | -     |

## Fešta sv.Jakova
Fešta sv. Jakova obilježava se svake godine na dan 25. srpnja misom u istoimenoj crkvi koja je smještena na Japru. Navečer se tradicionalno organizira glazba uživo. 
| Godina | Datum      | Pjevač         | Opis         |
| ------ | ---------- | -------------- | ------------ |
| 2004.  | 25. srpnja | Klapa Lanterna |              |
| 2005.  | 25. srpnja | Klapa Lanterna |              |
| 2006.  | 25. srpnja | Klapa Lanterna |              |
| 2007.  | 25. srpnja | -              | Nije održano |
| 2008.  | 25. srpnja | Neno Belan     |              |
| 2009.  | 25. srpnja | Berekini       |              |
| 2010.  | 25. srpnja | -              |              |
| 2011.  | 25. srpnja | Ivica Sikirić  |              |
| 2012.  | 25. srpnja | Neno Belan     |              |
| 2013.  | 25. srpnja | Zaratino Band  |              |

## Gospodarstvo
Gospodarska je osnova poljodjelstvo, vinogradarstvo, maslinarstvo, voćarstvo i ribarstvo. U novije vrijeme naglo se razvija i turizam te ugostiteljske usluge.

## Promet
Mjesto je s ostalim naseljima na otoku i trajektnom lukom u Brbinju povezano otočnom cestom, a frekventna je i cjelogodišnja brodska veza sa Zadrom i sezonska s Anconom. Trajektne veze održava Jadrolinija s M/T Vladimir Nazor kapaciteta 70 automobila. Direktna veza Zadar-Božava održava se katamaranom "Paula" brodara G&V Lines. Postoji i autobusna linija koja povezuje mjesta na otoku s glavnom trajektom lukom ali je slaba povezanost između južnog i sjevernog djela otoka. Jedina benzinska postaja postoji u mjestu Zaglav oko 33 km južno od Božave. Njome se koriste i nautičari jer je između Maloga Lošinja i Murtera ne postoji niti jedna druga.

## Plaže
U samoj blizini mjesta nalazi se više plaža pogodnih za kupanje kao što je plaža u uvali Solišćici, te plaža Sakarun koja se nalazi u blizini sela. To je pješčana uvala od 400. m, gdje vam more ne prelazi preko pasa. U moru je neobični zlatni pijesak. Uvala Sakarun spada među najljepše plaže na Jadranu. Na plaži se nalazi i bar za dnevna osvježenja.

## Poznate osobe
- Josip Stipanov, bivši ravnatelj Nacionalne i sveučilišne knjižnice Zagreb

## Vanjske poveznice
1. ↑  Registar prostornih jedinica Državne geodetske uprave Republike Hrvatske. Wikidata Q119585703
2. ↑  Popis stanovništva, kućanstava i stanova 2021. – stanovništvo prema starosti i spolu po naseljima (hrvatski i engleski). Državni zavod za statistiku. 22. rujna 2022. Wikidata Q118496886
3. ↑  Naselje i odredišni poštanski ured. Hrvatska pošta. Pristupljeno 3. siječnja 2022.
4. ↑  v. I. Petricioli, Zadarsko otočje, str. 104.
5. ↑  v. Emil Hilje, zadarski graditelji, Radovi Fil. f. Zadar, 1992. str. 128.
6. ↑  A. R. Filipi, Radovi JAZU u Zadru, sv. VI-VII. Zagreb 1960., str. 153.
7. ↑  imehrvatsko.net-Soline

|  | Portal Hrvatske – Pristup člancima s tematikom o Hrvatskoj. |